# Dactylolabis (Dactylolabis) diluta
Dactylolabis (Dactylolabis) diluta is een tweevleugelige uit de familie steltmuggen (Limoniidae). De soort komt voor in het Palearctisch gebied.